# Null object (шаблон проектирования)
В объектно-ориентированном программировании Null Object — это объект с определенным нейтральным («null») поведением. Шаблон проектирования Null Object описывает использование таких объектов и их поведение (или отсутствие такового). Впервые опубликован в серии книг Pattern Languages of Program Design.

## Описание
В таких объектно-ориентированных языках как Java или C# объекты могут иметь значение NULL. Ссылки на такие объекты нуждаются в проверке на NULL-значение перед использованием, так как методы класса «нулевого» объекта, как правило, не могут вызываться.
Целью Null-object'а является инкапсулирование отсутствия объекта путём замещения его другим объектом, который ничего не делает.
Данный шаблон проектирования рекомендуется использовать, когда:
- Объект требует взаимодействия с другими объектами. Null Object не устанавливает нового взаимодействия — он использует уже установленное взаимодействие.
- Какие-то из взаимодействующих объектов должны бездействовать.
- Требуется абстрагирование «общения» с объектами, имеющими NULL-значение.[2]

## Плюсы
- Снижаются шансы на ошибку — не произойдёт разыменование нулевого указателя, потому что его нет.

## Минусы
- Могут неоправданно включаться дополнительные механизмы языка программирования вроде выделения памяти и виртуального полиморфизма.
- Если интерфейс сложный, нужно много нетворческого кода.
- Если перед вызовом происходит сложная подготовка, всё равно приходится спрашивать у объекта, делает ли он что-то — но это лишь дополнительная оптимизация, не ведущая к моментальному отказу программы.

```
// Для ясности функции с разными сигнатурами зовутся разными именами.

// Тут никаких вопросов.

logger
.
put
(
"Program started."
);

// Запускается тяжёлый format, даже если журнала нет

logger
.
put
(
std
::
format
(
"a={}, b={}"
,
 
a
,
 
b
));

// Тут format запускается, только если logger реально пишет

if
 
(
logger
.
isWriting
())
 
{

  
logger
.
put
(
std
::
format
(
"a={}, b={}"
,
 
a
,
 
b
));

}

// Два способа решить, со своими достоинствами и недостатками

logger
.
format
(
"a={}, b={}"
,
 
a
,
 
b
);

logger
.
putObj
(
LazyFormat
{
"a={}, b={}"
,
 
a
,
 
b
});

```

## Структура
На диаграмме классов в языке UML шаблон проектирования представлен следующим образом:

## Примеры
Пример на C#
```
/* 

 * Пример применения шаблона Null Object:

 */

void
 
Main
()
 

{

	
AbstractEntity
 
realEntity
 
=
 
new
 
RealEntity
();

	
realEntity
.
doSomething
();
 
// RealEntity::doSomething

	

	
AbstractEntity
 
unknownEntity
 
=
 
new
 
NullEntity
();

	
unknownEntity
.
doSomething
();
 
// no output

}

// Define other methods and classes here

public
 
abstract
 
class
 
AbstractEntity
 

{

	
public
 
abstract
 
void
 
doSomething
();

}

public
 
class
 
RealEntity
 
:
 
AbstractEntity
 

{

	
public
 
override
 
void
 
doSomething
()
 

	
{

		
Console
.
WriteLine
(
"RealEntity::doSomething"
);

	
}

}

public
 
class
 
NullEntity
 
:
 
AbstractEntity
 

{

	
public
 
override
 
void
 
doSomething
()
 

	
{

		
// doing nothing

	
}

}

```

Пример на PHP
```
/* 

 * Пример применения шаблона Null Object:

 */

declare
(
strict_types
=
1
);

namespace
 
DesignPatterns
\
Behavioral
\
NullObject
;

class
 
Service

{

    
public
 
function
 
__construct
(
private
 
Logger
 
$
logger
)

    
{

    
}

    
/**

     * do something ...

     */

    
public
 
function
 
doSomething
()

    
{

        
// notice here that you don't have to check if the logger is set with eg. is_null(), instead just use it

        
$
this
->
logger
->
log
(
'
We
 
are
 
in
 
'
 
.
 
__METHOD__
);

    
}

}

/**

 * Key feature: NullLogger must inherit from this interface like any other loggers

 */

interface
 
Logger

{

    
public
 
function
 
log
(
string
 
$
str
);

}

class
 
PrintLogger
 
implements
 
Logger

{

    
public
 
function
 
log
(
string
 
$
str
)

    
{

        
echo
 
$
str
;

    
}

}

class
 
NullLogger
 
implements
 
Logger

{

    
public
 
function
 
log
(
string
 
$
str
)

    
{

        
// do nothing

    
}

}

$
servicePrint
 
=
 
new
 
Service
(
new
 
PrintLogger
());

$
servicePrint
->
doSomething
();
 
// 'We are in DesignPatterns\Behavioral\NullObject\Service::doSomething'

$
serviceNull
 
=
 
new
 
Service
(
new
 
NullLogger
());

$
serviceNull
->
doSomething
();
 
// (do nothing)

```

Пример на Java
```
/*

* Pattern Null object.

*/

public
 
class
 
Main
 
{

    
public
 
static
 
void
 
main
(
String
[]
 
args
)
 
{

        
AbstractEntity
 
realEntity
 
=
 
new
 
RealEntity
();

        
realEntity
.
doSomething
();
 
// RealEntity::doSomething

        
AbstractEntity
 
unknownEntity
 
=
 
new
 
NullEntity
();

        
unknownEntity
.
doSomething
();
 
// no output

    
}

}

abstract
 
class
 
AbstractEntity
 
{

    
public
 
abstract
 
void
 
doSomething
();

}

class
 
RealEntity
 
extends
 
AbstractEntity
 
{

    
@Override

    
public
 
void
 
doSomething
()
 
{

        
System
.
out
.
println
(
"RealEntity::doSomething"
);

    
}

}

class
 
NullEntity
 
extends
 
AbstractEntity
 
{

    

    
@Override

    
public
 
void
 
doSomething
()
 
{

        

    
}

}

```

Пример на Python
```
# Pattern Null object.

class
 
AbstractEntity
:

    
def
 
doSomething
(
self
):

        
pass

class
 
RealEntity
(
AbstractEntity
):

    
def
 
doSomething
(
self
):

        
print
(
"RealEntity.doSomething"
)

class
 
NullEntity
(
AbstractEntity
):

    
def
 
doSomething
(
self
):

        
pass

    

def
 
main
():

    
real_entity
 
=
 
RealEntity
()

    
real_entity
.
doSomething
()

    
unknown_entity
 
=
 
NullEntity
()

    
unknown_entity
.
doSomething
()

if
 
__name__
 
==
 
"__main__"
:

    
main
()

```

### Пример наRuby
```
module
 
NullObject

    
# AbstractEntity

    
class
 
AbstractEntity

        
def
 
doSomething

            
raise
 
NoMethodError
.
new

        
end

    
end

    
# RealEntity

    
class
 
RealEntity
 
<
 
AbstractEntity

        
def
 
doSomething

            
puts
 
"RealEntity > Do Something"

        
end

    
end

    
# NullEntity

    
class
 
NullEntity
 
<
 
AbstractEntity

        
def
 
doSomething
 

            
nil

        
end

    
end

end

# Client

module
 
Client

    
include
 
NullObject

    
realEntity
 
=
 
RealEntity
.
new

    
nullEntity
 
=
 
NullEntity
.
new

    
puts
 
"RealEntity:"
        
# => RealEntity

    
realEntity
.
doSomething
    
# => RealEntity > Do Something

    
puts
 
"NullEntity:"
        
# => NullEntity:

    
nullEntity
.
doSomething
    
# not output

end

```